# Henry Emmerson

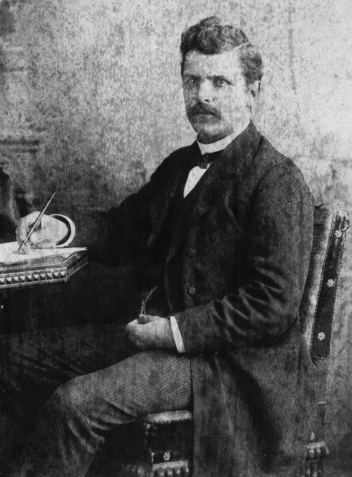
Henry Emmerson (1900)

Henry Robert Emmerson PC KC (* 25. September 1853 in Maugerville, New Brunswick; † 9. Juli 1914) war ein kanadischer Politiker der Liberalen Partei. Zwischen 1897 und 1900 amtierte er als Premierminister der Provinz New Brunswick. Anschließend war er von 1900 bis 1914 Abgeordneter des Unterhauses und hatte im 8. kanadischen Kabinett von Premierminister Wilfrid Laurier das Amt des Ministers für Eisenbahnen und Kanäle inne.

## Leben

### Rechtsanwalt und Premierminister von New Brunswick
Emmerson absolvierte nach dem Schulbesuch ein Studium der Rechtswissenschaften, das er mit einem Bachelor of Laws (LL.B.), einem Doktor der Rechte (LL.D.) sowie einem Doctor of Civil Laws (D.C.L.) abschloss. Nach seiner Zulassung nahm er eine Tätigkeit als Rechtsanwalt auf und wurde für seine anwaltlichen Verdienste später zum Kronanwalt (King’s Counsel) ernannt.
Bei der Wahl vom 22. Februar 1887 kandidierte er für die Liberale Partei in dem in New Brunswick gelegenen Wahlkreis Westmorland erstmals ohne Erfolg für ein Mandat im Unterhaus. Am 28. September 1888 wurde er als Kandidat der New Brunswick Liberal Association erstmals in die Legislativversammlung von New Brunswick gewählt und vertrat dort zunächst bis zum 20. Januar 1890 den Wahlkreis Albert.
Bei der Unterhauswahl vom 5. März 1891 bewarb er sich im Wahlkreis Albert erneut für ein Mandat im kanadischen Unterhaus, erlitt jedoch erneut eine Wahlniederlage. Anschließend war er zwischen dem 11. März 1891 und September 1892 Mitglied des Legislativrates, des damaligen Oberhauses des Parlaments dieser Provinz Kanadas, fungierte während dieser Zeit auch als Führer der Regierung im Legislativrat und war damit de facto Vorsitzender der dortigen Fraktion der Liberalen Partei.
Anschließend wurde Emmerson am 22. Oktober 1892 im Wahlkreis Albert wieder zum Mitglied der Legislativversammlung gewählt und gehörte dieser nunmehr bis zum 31. August 1900 an. Während dieser Zeit war zugleich Präsident des Exekutivrates sowie Minister für öffentliche Arbeiten in den von den Premierministern Andrew George Blair und James Mitchell gebildeten Provinzregierungen.
Nach dem krankheitsbedingten Rücktritt von Premierminister Mitchell übernahm Emmerson am 29. Oktober 1897 schließlich selbst das Amt des Premierministers und bekleidete dieses Amt bis zum 31. August 1900. Zugleich behielt er seine beiden bisherigen Funktionen als Präsident des Exekutivrates sowie Minister für öffentliche Arbeiten und übernahm zudem zwischen dem 29. Oktober 1897 und dem 31. August 1900 auch das Amt des Attorney General.

### Unterhausabgeordneter und Bundesminister
Nach dem Ende seiner Amtszeit als Premierminister von New Brunswick wechselte Emmerson in die Bundespolitik und wurde bei der Wahl vom 7. November 1900 im Wahlkreis Westmorland schließlich erstmals als Mitglied in das Unterhaus gewählt und gehörte diesem bis zu seinem Tod am 9. Juli 1914 an.
Premierminister Wilfrid Laurier berief ihn am 15. Januar 1905 zum Minister für Eisenbahnen und Kanäle in das 8. kanadische Kabinett. Nachdem ihm vorgeworfen wurde, sich in einem Hotel in Montreal mit einer Person mit schlechtem Ruf getroffen zu haben, trat er am 2. April 1907 von seinem Ministeramt zurück, um den Premierminister nicht mit dieser Anschuldigung zu belasten.
Emmerson war der Vater von Henry Read Emmerson, der zwischen 1935 und 1949 ebenfalls den Wahlkreis Westmorland im Unterhaus vertreten hatte und danach bis zu seinem Tod 1954 Mitglied des Senats war, und dort die in New Brunswick gelegene Senatsdivision Dorchester vertrat.